# Atomo
Atomo je stará jednotka délky používaná v Itálii.
Převodní vztahy:
- v Parmě 1 atomo = 0,3154 mm = 1/1728 braccio di legno
- na Sardinii 1 atomo = 0,2973 mm = 1/1728 piede librandi